# Дамбах
Дамбах (фр. Dambach) насеље је и општина у источној Француској у региону Алзас, у департману Доња Рајна која припада префектури Хагенау.
По подацима из 2011. године у општини је живело 796 становника, а густина насељености је износила 26,1 становника/km². Општина се простире на површини од 30,5 km². Налази се на средњој надморској висини од 235 метара (максималној 567 m, а минималној 215 m).

## Демографија
| 1962. | 1968. | 1975. | 1982. | 1990. | 1999. | 2011. |
| ----- | ----- | ----- | ----- | ----- | ----- | ----- |
| 574   | 633   | 679   | 652   | 702   | 729   | 796   |

График промене броја становника у току последњих година